# Sarwar
Sarwar là một thành phố và khu đô thị của quận Ajmer thuộc bang Rajasthan, Ấn Độ.

## Địa lý
Sarwar có vị trí 26°04′B 75°00′Đ / 26,07°B 75°Đ Nó có độ cao trung bình là 337 mét (1105 feet).

## Nhân khẩu
Theo điều tra dân số năm 2001 của Ấn Độ, Sarwar có dân số 16.194 người. Phái nam chiếm 52% tổng số dân và phái nữ chiếm 48%. Sarwar có tỷ lệ 47% biết đọc biết viết, thấp hơn tỷ lệ trung bình toàn quốc là 59,5%: tỷ lệ cho phái nam là 61%, và tỷ lệ cho phái nữ là 32%. Tại Sarwar, 19% dân số nhỏ hơn 6 tuổi.